# Peter Galton
Peter M. Galton (* 14. března 1942) je původem britský vertebrátní paleontolog, pracující dlouhodobě v USA. Je autorem zhruba stovky vědeckých studií a statí, věnovaných především ptakopánvým a prosauropodním dinosaurům.
Je známý především svou účastí na významném článku z roku 1974, ve kterém spolu s kolegou Robertem T. Bakkerem postuloval myšlenku o monofyletickém původu dinosaurů (do té doby byli dinosauři chápáni jako zástupci dvou nezávisle vzniklých vývojových linií, tedy jako polyfyletičtí). Toto zjištění vedlo k dalšímu vzedmutí vlny zájmu o dinosaury a zahájilo doslova revoluci v jejich dalším výzkumu.

## Publikace
- Galton, P.M. (1982). "The postcranial anatomy of stegosaurian dinosaur Kentrosaurus from the Upper Jurassic of Tanzania, East Africa". Geologica et Palaeontologica 15:139-165.
- Galton, P.M. (1984). "Cranial anatomy of the prosauropod dinosaur Plateosaurus from the Knollenmergel (Middle Keuper, Upper Triassic) of Germany. I. Two complete skulls from Trossingen/Württ. With comments on the diet". Geologica et Palaeontologica 18:139-171.
- Galton, P.M. (1985). "Cranial anatomy of the prosauropod dinosaur Plateosaurus from the Knollenmergel (Middle Keuper, Upper Triassic) of Germany. II. All the cranial material and details of soft-part anatomy". Geologica et Palaeontologica 19:119-159.
- Galton, P.M. (1986). "Prosauropod dinosaur Plateosaurus (=Gresslyosaurus) (Saurischia: Sauropodomorpha) from the Upper Triassic of Switzerland". Geologica et Paleontologica 20:167-183.
- Galton, P.M. (1988). "Skull bones and endocranial casts of stegosaurian dinosaur Kentrosaurus HENNIG, 1915 from Upper Jurassic of Tanzania, East Africa". Geologica et Palaeontologica 22:123-143.
- Galton, P.M. (1990). "Basal Sauropodomorpha-Prosauropoda". Pp. 320-344 in Weishampel, D.B., Dodson, P. and Osmólska, H. (eds.): The Dinosauria. University of California Press, Berkeley
- Galton, P.M. (2000). "The prosauropod dinosaur Plateosaurus Meyer, 1837 (Saurischia, Sauropodomorpha). I: The syntypes of P. engelhardti Meyer, 1837 (Upper Triassic, Germany), with notes on other European prosauropods with "distally straight" femora". Neues Jahrbuch für Geologie und Paläontologie, Abhandlungen 216(2):233-275.
- Galton, P.M. (2001). "The prosauropod dinosaur Plateosaurus Meyer, 1837 (Saurischia: Sauropodomorpha; Upper Triassic). II. Notes on the referred species". Revue Paléobiologie, Genève 20(2):435-502.
- Galton, P.M. and Upchurch, P. (2004). "Prosauropoda". Pp. 232-258 in Weishampel Weishampel, D.B., Dodson, P. and Osmólska, H. (eds.): The Dinosauria 2nd Edition. University of California Press, Berkeley.